# The Coral
The Coral är ett brittiskt indierockband bildat 1996 i Hoylake, Wirral, Storbritannien.
Bandet bestod ursprungligen av gitarristen och sångaren James Skelly, hans yngre bror Ian Skelly på trummor samt gitarristerna Bill Ryder-Jones och Lee Southall, basisten Paul Duffy och organisten Nick Power. 2000 fick bandet kontrakt med det nystartade skivbolaget Deltasonic och gav 2001 och 2002 ut EP-skivorna Shadows Fall, The Oldest Path och Skeleton Key. I juli 2002 släpptes debutalbumet The Coral, innehållande bland annat hiten "Dreaming of You". Albumet nådde femteplatsen på den brittiska albumlistan och nominerades till Mercury Music Prize. 
2003 släpptes Magic and Medicine som blev etta på albumlistan och följdes av turnéer i Europa, Amerika och Japan. Minialbumet Nightfreak and the Sons of Becker gavs ut 2004 och året därpå The Invisible Invasion. Under 2007 turnerade gruppen med Arctic Monkeys och gav ut albumet Roots & Echoes. Ryder-Jones lämnade bandet 2008. Bandets sjätte album Butterfly House gavs ut 2010, producerat av John Leckie som tidigare bland annat arbetat med The Stone Roses och Radiohead.
Inspelningar av ett nytt album inleddes 2012 men avbröts till förmån för andra projekt av medlemmarna. Ian Skelly gav redan samma år ut soloalbumet Cut from a Star och James Skellys Love Undercover kom året därpå. Bandet gav 2014 ut albumet The Curse of Love, vilket spelats in 2006 mellan The Invisible Invasion och Roots & Echoes. Ett nyinspelat album gavs ut 2016 med titeln Distance Inbetween. På albumet medverkade den nya gitarristen Paul Molloy som ersatte Southall.

## Bandmedlemmar
- James Skelly - gitarr, sång, slagverk (1996– )
- Ian Skelly - trummor (1996– )
- Nick Power - keyboard, sång (1998– )
- Paul Duffy - bas, saxofon, sång (1996– )
- Paul Molloy - gitarr (2015– )

Tidigare medlemmar
- Bill Ryder-Jones - gitarr, trumpet (1996–2008)
- Lee Southall - gitarr, sång (1996–2015)

Turnémedlemmar
- David McDonnell - gitarr (2005)

## Diskografi (urval)
Album
- 2002 – The Coral
- 2003 – Magic and Medicine
- 2004 – Nightfreak and the Sons of Becker
- 2005 – The Invisible Invasion
- 2007 – Roots & Echoes
- 2008 – Singles Collection (samlingsalbum)
- 2010 – Butterfly House
- 2014 – The Curse of Love
- 2016 – Distance Inbetween

Singlar (topp 100 på UK Singles Chart)
- 2002 - Goodbye (#21)
- 2002 - Dreaming of You (#13)
- 2003 - Don't Think You're the First (#10)
- 2003 - Pass It On (#5)
- 2003 - Secret Kiss (#25)
- 2003 - Bill McCai (#23)
- 2005 - In the Morning (#6)
- 2005 - Something Inside of Me (#41)
- 2007 - Who's Gonna Find Me (#25)
- 2007 - Jacqueline (#44)
- 2008 - Put the Sun Back (#64)